# Gonaxia pachyclados
Gonaxia pachyclados är en nässeldjursart som beskrevs av Vervoort 1993. Gonaxia pachyclados ingår i släktet Gonaxia och familjen Sertulariidae. Inga underarter finns listade i Catalogue of Life.